# Afrovéganisme
L'afrovéganisme fait référence au véganisme pratiqué par les personnes afro-descendantes. Tout comme le véganisme, il exclut la consommation et l'exploitation des animaux, mais il se distingue par son engagement dans la lutte contre le racisme.

## Définition, origines et terminologie
Selon Sylvain Charlebois, expert en agroalimentaire, bien que l'afrovéganisme existe de manière non structurée depuis des siècles, sa définition formelle et sa désignation ne sont intervenues que récemment. Cette formalisation s'est souvent produite grâce à des publications qui ont contribué à donner une forme et une structure au mouvement,.
L'afrovéganisme remet en question l'idée répandue que la cuisine africaine se concentre sur les plats de poulet et serait incompatible avec le véganisme. Pourtant, beaucoup de recettes traditionnelles d'Afrique et des Antilles, encore consommées aujourd'hui, ont toujours été naturellement exemptes de viande. 
Historiquement, les traditions culinaires de nombreuses régions africaines se concentraient principalement sur les céréales et les végétaux. L'augmentation de la consommation de viande s'est produite avec l'arrivée des esclavagistes et des colons, transformant progressivement la viande en un symbole de richesse et de pouvoir. 

## Historique

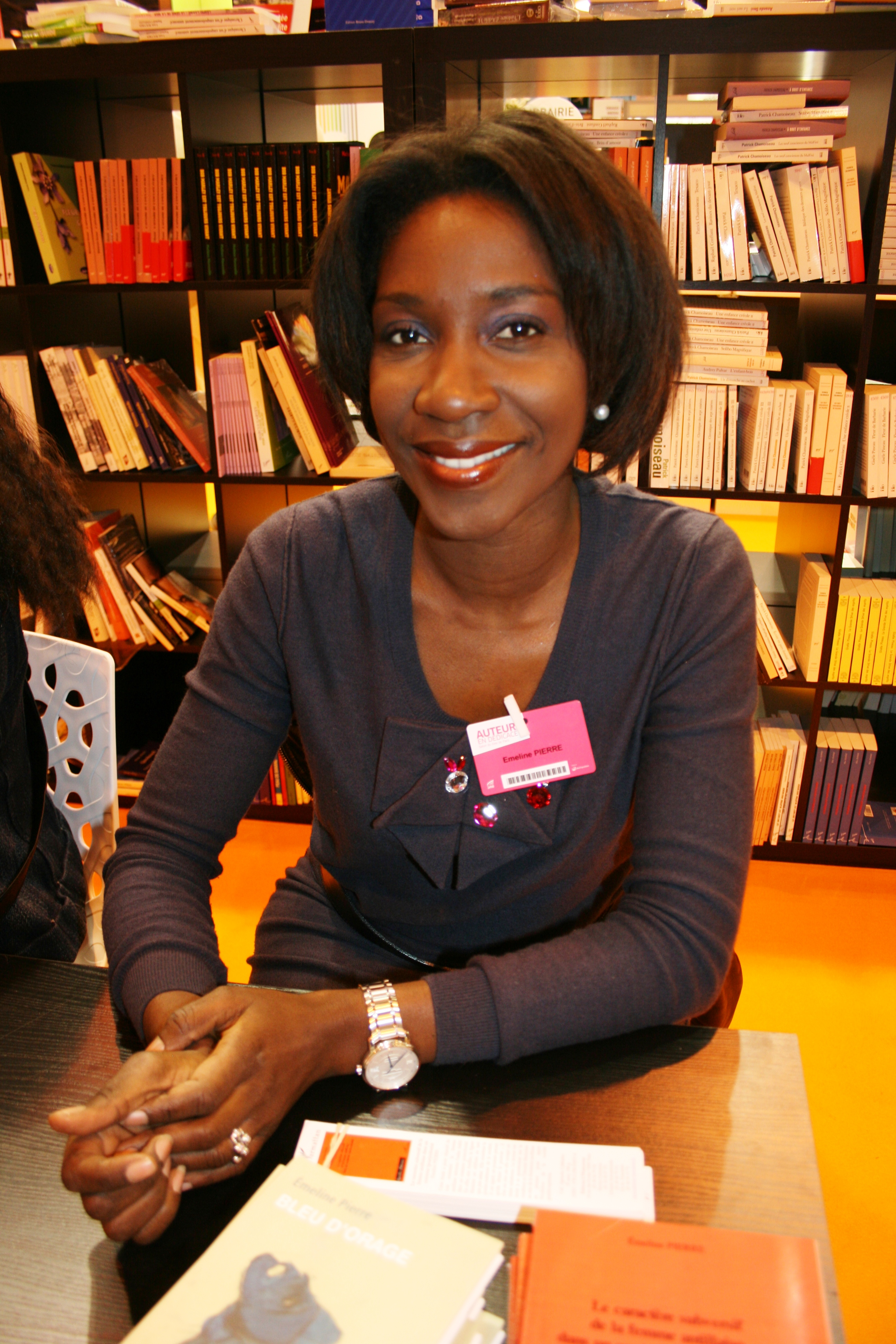
Portrait d'Émeline Pierre

Selon Émeline Pierre, chargée de cours à l’Université de Montréal et spécialiste des food studies, les origines de l'afrovéganisme remontent aux années 1915 aux États-Unis, notamment dans les églises adventistes, et se poursuivent dans les années 1930 en Jamaïque au sein de la communauté rastafari. Pour les populations afro-américaines, ce mouvement visait à redécouvrir et réhabiliter des traditions culinaires perdues à la suite de la colonisation de l'Afrique et de la traite des esclaves.

## Mode de vie

### Alimentation
Les traditions ancestrales africaines et afrodescendantes privilégient les aliments végétaux, comme les tubercules et les céréales, qui sont des éléments essentiels de l'alimentation quotidienne sur le continent.

## Motivations
L'afrovéganisme, perçu par certains comme une philosophie et par d'autres comme un mouvement politique, aborde des problématiques clés pour les personnes afrodescendantes et véganes. Ce mode de vie établit un parallèle entre l'oppression raciale et l'exploitation animale. 

### Motivations religieuses
L'afrovéganisme peut être choisi pour ses liens avec des croyances religieuses ou spirituelles. Par exemple, les pratiquants du rastafarisme favorisent souvent une alimentation ital, qui est principalement végétarienne et inclut des véganes. De même, les chrétiens orthodoxes éthiopiens suivent traditionnellement un régime végétalien.

### Militantisme et politique
L'afrovéganisme peut représenter un désir de s'éloigner d'un système capitaliste dominé par l'Occident afin de se réapproprier un héritage ancestral. Il s'agit d'une démarche de reconstruction identitaire et de redécouverte de pratiques et d'aliments spécifiques à l'Afrique et aux Caraïbes.
C'est également un combat politique pour le bien-être animal et une quête d'identité au sein d'un mouvement principalement représenté par des personnes blanches en Europe.
L'afrovéganisme intègre les expériences d'oppression raciste historique et d'inégalité raciale. Beaucoup d'Afrovégans voient dans le véganisme une réponse aux défis contemporains de leurs communautés et un outil de résistance contre les systèmes à l'origine de ces problèmes.

### Aspect santé
L'afrovéganisme peut être adopté par les personnes afrodescendantes en réponse à leur prédisposition accrue à l'obésité, au cancer et au diabète de type 2 ainsi qu'à l'hypertension. Une préoccupation soulignée par le fait que les adultes noirs ont une prévalence du diabète 6,6 fois supérieure à celle des adultes blancs. Ceci est en partie dû à un régime alimentaire qui, en moyenne, contient plus de sel et de graisses et moins de fruits et légumes.

## L'afrovéganisme dans le monde
Aux États-Unis, l'afrovéganisme est un mouvement bien établi depuis des décennies. Au Royaume-Uni, comme en France, ce concept gagne également en popularité. En revanche, il reste encore relativement méconnu en Suisse. 

## Personnalités afrovéganes

### En France
Glory Kabe est une cheffe française qui figure parmi les figures emblématiques de la scène culinaire afrovégane à Paris. Elle est décrite par les médias comme « le visage de la gastronomie afrovégane en France ». Elle met particulièrement en avant le gombo, une plante africaine à la texture gélatineuse, qu'elle utilise dans les pâtisseries pour substituer le blanc d'œuf,.
Charlotte Polifonte, originaire de Guadeloupe, est une figure emblématique du mouvement afrovégan. Elle créé le compte Instagram Mangeuse d'herbe en 2019 pour encourager sa famille à adopter le bien-être animal et le véganisme. Sur cette plateforme, elle partage principalement des recettes influencées par la cuisine traditionnelle antillaise,,.
Marie Kakouchia est une Franco-Ivoirienne afrovégane, autrice du livre Cuisines d'Afrique ou elle présente plus de 80 recettes africaines. Selon elle, l'afrovéganisme est bien plus qu'un simple mouvement culinaire ; c'est également une manière de « se réapproprier un héritage ancestral ».
Alexia Abtour, qui était auparavant avocate, a décidé d'ouvrir un fast-food appelé Hot Vog à Paris. Elle propose des hot-dogs à base de soja ou de seitan, accompagnées de cheddar végétal.
Patrick Ossié, qui dirige L'Embuscade dans le quartier de Pigalle à Paris, a rendu sa cuisine végane après avoir rencontré Phoebe Dunn, une cheffe anglonigériane. Elle voit la cuisine comme un acte politique important pour la transmission de l'héritage culturel. Elle met en lumière la façon dont l'afrovéganisme conteste la dominance de la cuisine française et cherche à décoloniser la gastronomie, tout en mettant en valeur les traditions des peuples afrodescendants.

### Aux Etats-Unis
Omowale Adewale, qui a fondé le Black VegFest, est à l'origine d'un festival végétalien conçu par et pour la communauté noire de New York.

### Podcast sur le sujet
- Pour en finir avec le véganisme blanc
- Le véganisme, c’est une affaire de Blancs riches et privilégiés!
- The Why - Le Concept de l'Afro Veganisme
- Rencontre avec Veggie Vaudou, ambassadeur de l'afro-véganisme